# Anabathmis
Az Anabathmis a madarak osztályának a verébalakúak (Passeriformes) rendjébe, ezen belül a nektármadárfélék (Nectariniidae) családjába tartozó nem. Régebben a Nectarinia nembe sorolták az ide tartozó fajokat is.

## Rendszerezésük
A nemet Anton Reichenow német ornitológus írta le 1905-ben, az alábbi 3 faj tartozik ide:
- Reichenbach-nektármadár (Anabathmis reichenbachii)
- princípe-szigeti nektármadár (Anabathmis hartlaubii)
- Newton-nektármadár (Anabathmis newtonii)

## Előfordulásuk
Afrika nyugati és középső részén, valamint São Tomé és Príncipe területén honosak. Természetes élőhelyeik a szubtrópusi és trópusi síkvidéki esőerdők, mangroveerdők, szavannák és cserjések, lápok, mocsarak, folyók és patakok környékén, valamint szántóföldek és vidéki kertek. Állandó, nem vonuló fajok.

## Megjelenésük
Testhosszuk 11–14 centiméter körüli. A nemek tollazata különbözik.